# Hala Sultan Tekke
Meczet Hala Sultan Tekke (gr. ΤΤεκές Χαλά Σουλτάνας, tur. Hala Sultan Tekkesi) lub Meczet Umm Haram – meczet położony na zachodnim brzegu Jeziora Słonego w Larnace. Uznawane za święte miejsce islamu ze względu na miejsce pochówku ciotki Mahometa, Umm Haram, która w 649 roku zginęła na Cyprze spadając z muła.

## Architektura
Zwieńczony kopułą meczet na planie kwadratu, z balkonem, zbudowany z żółtych bloków kamiennych. Minaret wyremontowany w 1959 roku. Grobowiec Umm Haram znajduje się za ścianą meczetu w kierunku kibli. Innym ważnym grobowcem jest dwupoziomowy marmurowy sarkofag z datą 12 lipca 1929 roku. Jest to grobowiec Adile Hüseyin Ali, która była trzecią żoną Husajna bin Alego, szarifa oraz emira Mekki.

## Galeria

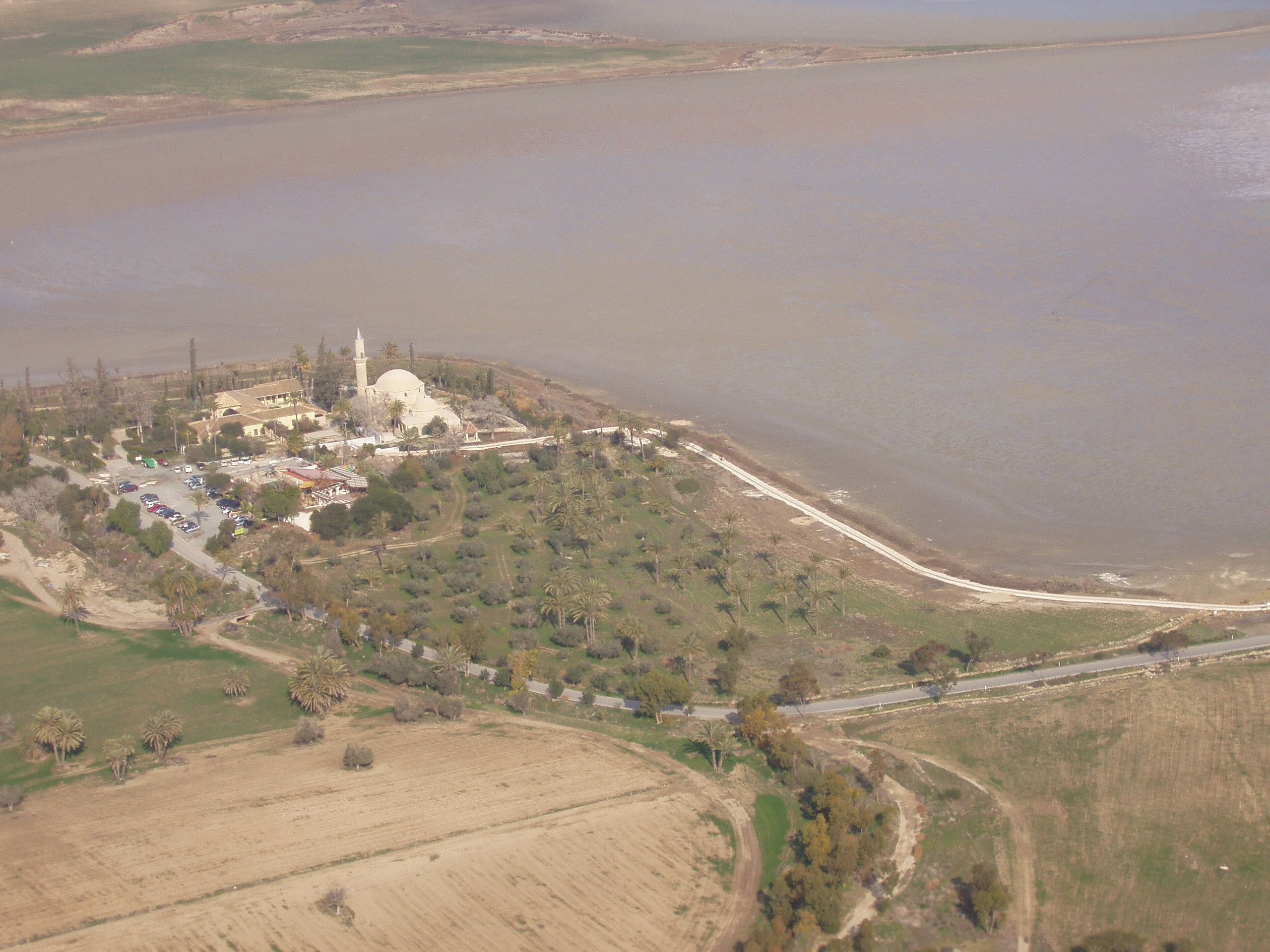
Widok z lotu ptaka na meczet i jezioro
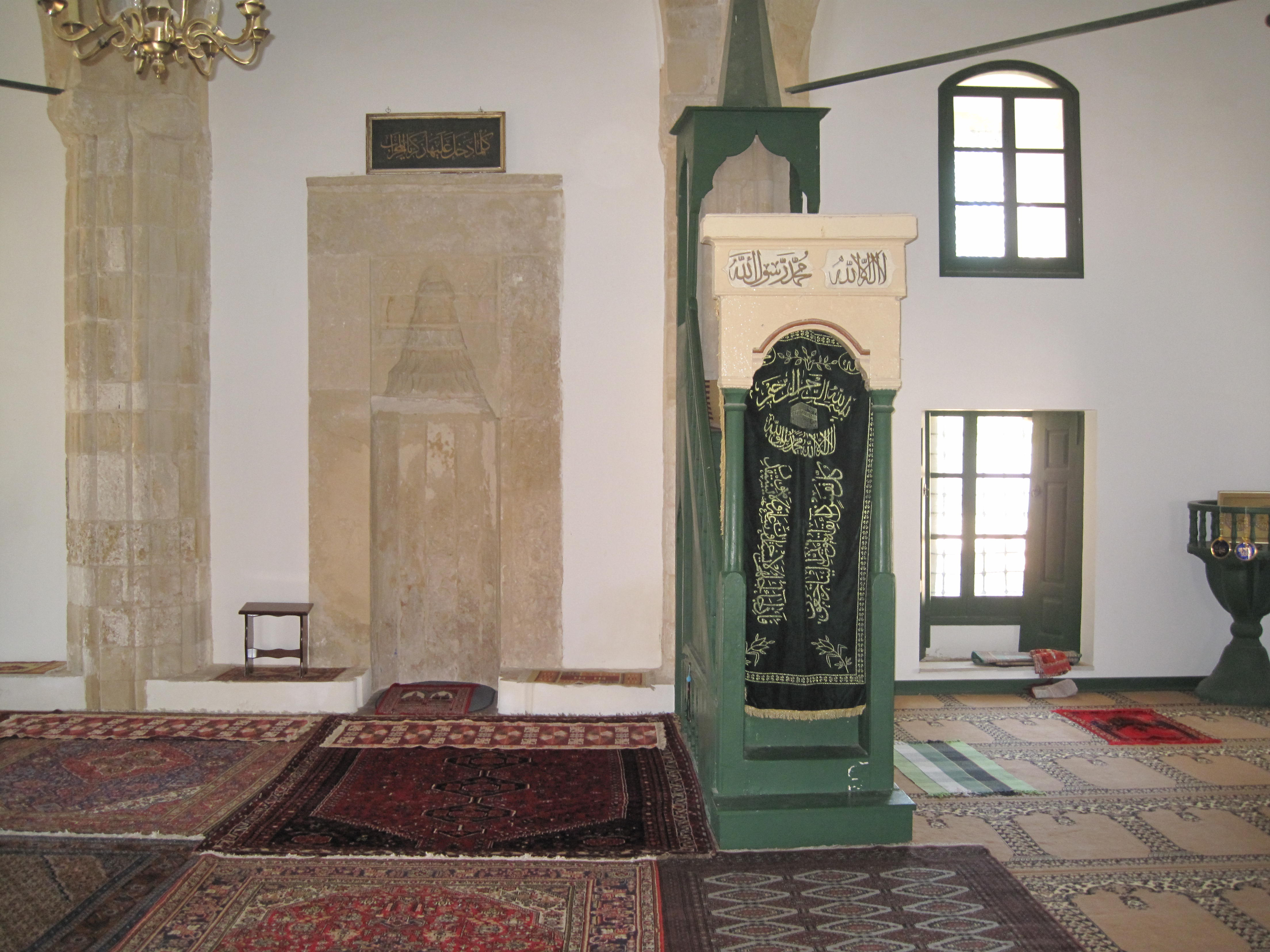
Wnętrze meczetu
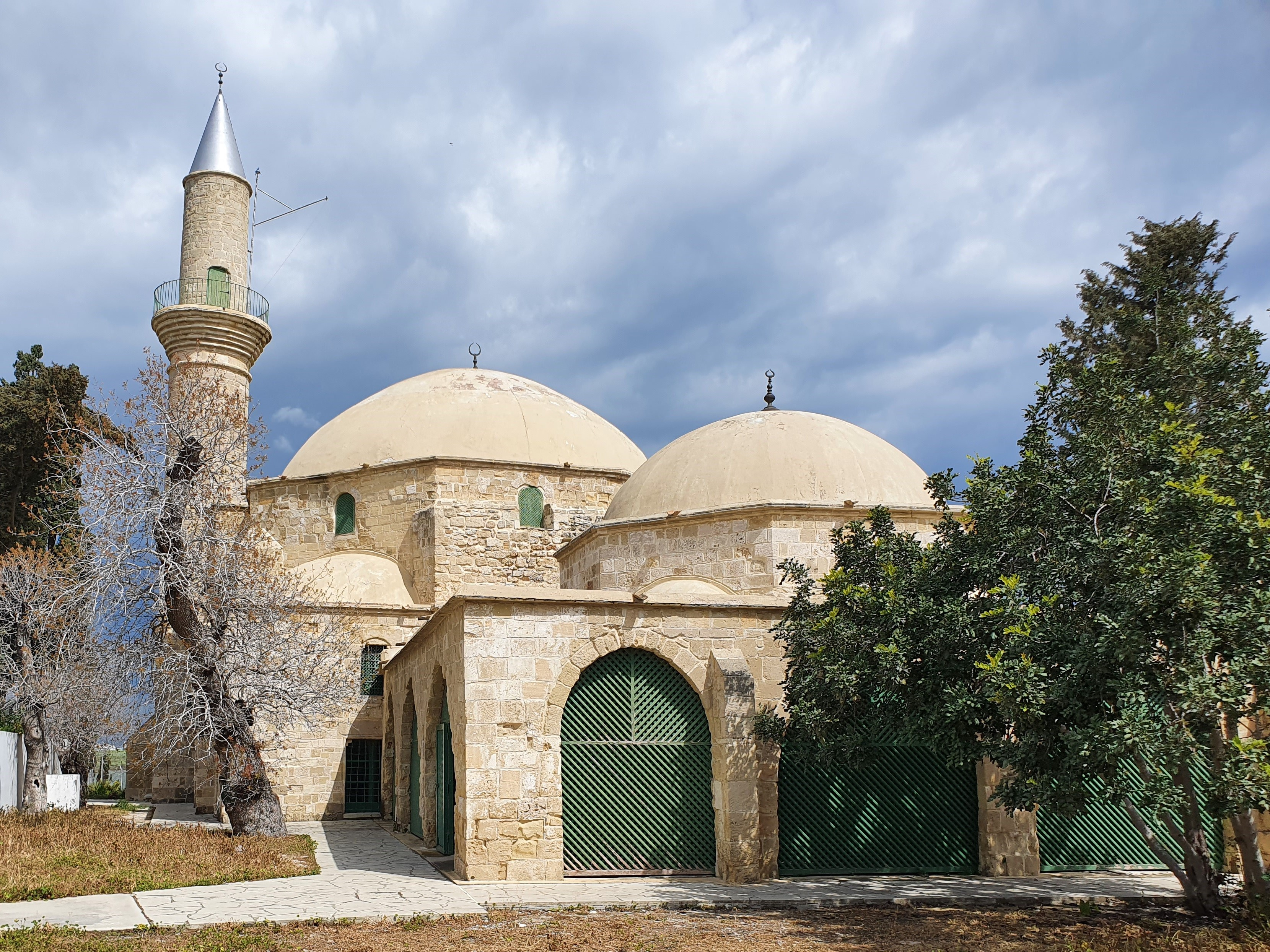
Grobowiec i meczet z minaretem